# 倒春寒
“倒春寒”是一个民间俗语，指每年春季出现的前期暖后期冷，且后期气温明显低于正常年份的气候现象。

## 特征
初春气候多变。如果冷空气较强，可使气温猛降至10℃以下，甚至雨雪天气。此时经常是白天阳光和煦，让人有一种“暖风熏得游人醉”的感觉，早晚却寒气袭人，让人倍觉“春寒料峭”。这种使人难以适应的“善变”天气，就是通常所说的倒春寒。

## 形成原因
形成原因主要是在季风转换期间（冬季风转夏季风），过渡时期冷空气南下与南方暖湿空气相持，形成持续性低温阴雨天气。长期阴雨天气或频繁的冷空气侵袭，抑或持续冷高压控制下晴朗夜晚的强辐射冷却易造成倒春寒。

## 判定标准
农业气象试验指出，日平均气温≤12℃，维持期≥3天，不利秧苗生长，即可判定该地区发生了“倒春寒”。如果降温伴随着阴雨，危害就更大。对于北方地区，倒春寒意味着冷空气势力增强，气温骤降；而对于南方地区，通常和低温阴雨相联系。由于纬度差异，各地判定标准略有不同，倒春寒的时段与强度指标也稍有不同。

## 影响
对于人类的损害主要表现于两个方面。一是对农业生产的影响，倒春寒常导致大范围地区树木和农作物持续受冻害，引起花生蔬菜棉花和小麦的烂种现象，也会影响水稻播种出苗和生长。二是对身体健康的影响。在心脑血管病发增加，身体较弱的老年人、心血管疾病、高血压患者等，交感神经受短时间突发的寒冷刺激后，兴奋度增高，全身皮肤表层毛细血管收缩，使血流阻力增大，导致血压升高，引发血压突然升高、脑梗塞、脑出血或心肌梗死。